# Sylvia Crowe

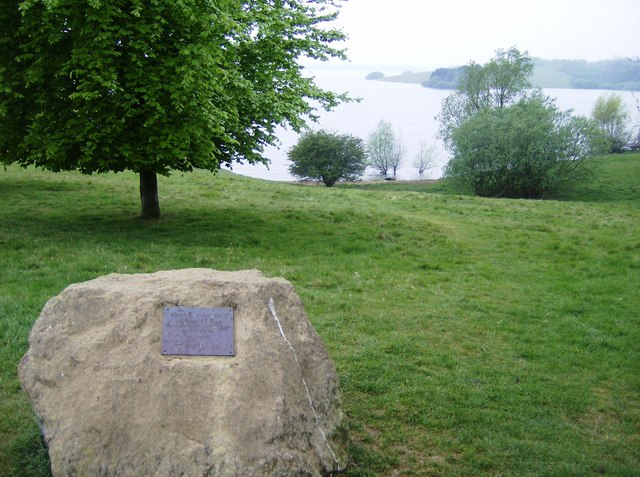

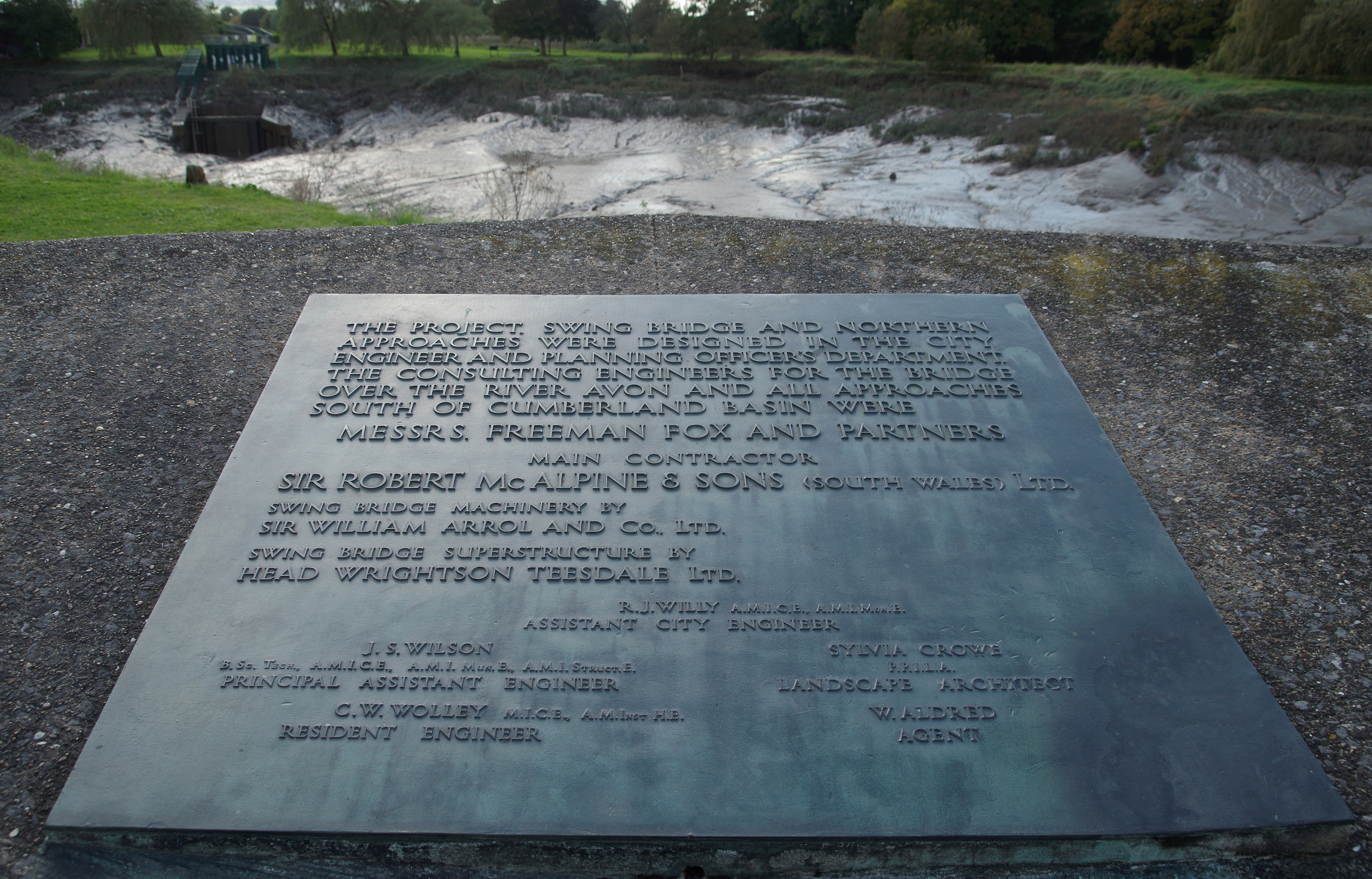

Dama Sylvia Crowe (Banbury, 15 settembre 1901 – 30 giugno 1997) è stata un'architetto del paesaggio britannica.

## Biografia
Nacque nel Sussex, fu allieva di Madeline Agar presso lo Swanley College (che nel mentre confluì nell'Hadlow College dell'Università di Greenwich, in continuità didattica). Fu Presidente dell'Institute of Landscape Architects (più tardi denominato Landscape Institute) dal 1957 al 1959 grazie ai suoi importanti contributi alla pianificazione urbana e paesaggistica per new town, strade, riforestazioni e implementazione del verde. È nota per il suo progetto alla sede della Scottish Widows di Edimburgo, che lei ha realizzato utilizzando piante della flora locale.
Tra la prima e la seconda metà del XX secolo lavorò alla Lower Soughton Hall nel Northop (Flintshire) per la famiglia Gray. Nel 1972 Stephen Alexander Reith Gray era lo sceriffo di Flintshire nonché amministratore delegato della Shotton Steelworks.